# Saran Padang
Saran Padang is een bestuurslaag in het regentschap Simalungun van de provincie Noord-Sumatra, Indonesië. Saran Padang telt 2200 inwoners (volkstelling 2010).